# Leopold Hirschberg
Leopold Hirschberg (* 6. Dezember 1867 in Posen; † 28. September 1929 in Berlin) war ein deutscher Arzt, Musikschriftsteller und Bibliophiler in Berlin.
Hirschberg promovierte zunächst in Medizin und arbeitete als Arzt. Später promovierte er auch in Geisteswissenschaften und war ab 1900 Dozent an der Humboldt-Hochschule, einer freien Volkshochschule in Berlin. Als Büchersammler brachte er eine Bibliothek von 20.000 Bänden zusammen, die viele seltene Werke und Zeitschriften enthielt und die er 1913 an die Bibliothek der Universität Berlin verkaufte. Nach der Veräußerung dieser Bibliothek setzte er seine Sammeltätigkeit fort. Große Teile der zweiten, bis zu seinem Tod zusammengetragenen Büchersammlung wurden 1931 von der Firma Müller & Gräff in Stuttgart versteigert.
Sein bekanntestes Werk ist „Taschengoedeke. Bibliographie deutscher Erstausgaben“, das zur schnellen Orientierung innerhalb der deutschen Literatur von etwa 1650 an bis zur ersten Hälfte des 19. Jahrhunderts gedacht war. Auch „Übersetzungen ausländischer Literatur, Philosophie von Plato bis Nietzsche, die Graphiker von Chodowiecki bis Wilhelm Busch, die Musikwissenschaft von Bach bis Robert Franz, Zahlloses aus den Grenzgebieten (Kulturgeschichte, Volkskunde, Theologie usw)“ sind in dem Werk vereinigt. Obwohl der „Taschengoedeke“ (der in keinerlei Beziehung zu  Karl Goedekes Grundrisz zur Geschichte der deutschen Dichtung steht) von Fachleuten heftige Kritik erfuhr, wurde er zur Grundlage der Mikrofichesammlung „Bibliothek der deutschen Literatur“ gemacht, die vom Verlag Saur in München produziert wurde.

## Werke (Auswahl)
- Die Kriegsmusik der deutschen Klassiker und Romantiker. 1911.
- Richard Wagners Beethoven-Brevier. 1918.
- Carl Loewes Instrumentalwerke. Hildburghausen 1919. (Digitalisat: urn:nbn:de:gbv:9-g-5255023)
- Erinnerungen eines Bibliophilen. 1919. (zweite Auflage 1922), Katalog der Büchersammlung, eine Ergänzung zu den Erinnerungen 1920
- Der Taschen-Goedeke. 1924. (Bibliographie deutscher Erstausgaben)
- Carl Maria von Weber. 1926.

## Herausgeberschaft
- Carl Loewe, Geistliche Gesänge, 1905
- Caroline von Günderode, Melete v. Jon, 1906
- Friedrich Rückert, Nachlese, 1910/1911 (II.)
- Friedrich Rückert, Politisches Notizbuch, 1911
- Carl Loewes Weltliche Chöre, 1911 f. (III.)
- Heinrich Marschners Balladen, 1912 f. (IV.)
- Musikbücherei, 1912 f.
- Friedrich Rückert, Morgenländische Sagen, 1919
- E. T. A. Hoffmann, Zeichnungen, 1921
- Friedrich Rückert, Märzgedichte, 1922
- E. T. A. Hoffmann, Sammlung grotesker Gestalten, 1922
- Caroline von Günderode, Gesammelte Werke, 1922 (3 Bände)
- E. T. A. Hoffmann, Sämtliche Werke, 1922 (14 Bände)
- Richard Wagners religiöse Tondichtungen für Chorgesang, 1919
- Georg Friedrich Daumer, Gesammelte poetische Werke, 1924 f. (IV.)
- H. L. Wagner, Gesammelte Werke, 1924 f. (V.)
- "Goethes Legende vom Hufeisen von Johann Sebastian Bach 1925